# Gerd Albrecht
Pour les articles homonymes, voir Albrecht.
Gerd Albrecht (Essen, 19 juillet 1935 – Berlin, 2 février 2014) est un chef d'orchestre allemand.

## Biographie
Gerd Albrecht est le fils du musicologue Hans Albrecht (1902–1961). Il effectue ses études à Kiel (musicologie) et à Hambourg (1955–1958), puis remporte un premier prix de direction au Festival international de musique à Besançon (1957),, alors qu'il n'avait que vingt-deux ans, puis un autre à Hilversum l'année suivante.
D'abord assistant à l'opéra de Stuttgart au côté de Ferdinand Leitner, il devient ensuite Senior Kapellmeister à Mayence (1961–1963) et Generalmusikdirektor à Lübeck jusqu'en 1966. Il a également tenu des postes de directeur musical au Deutsche Oper Berlin (1972–1974), à l'Orchestre de la Tonhalle de Zurich (1975–1981) et à l'Opéra d'État de Hambourg (1988).
Entre 1994 et 1996, il est directeur musical de la Philharmonique tchèque à Prague. Entre 1998 et 2004, il partage son temps entre l'Orchestre de la radio danoise et l'Orchestre Yumiuri à Tokyo.

## Créations
- György Ligeti, Requiem (1965)
- Hans Werner Henze, Telemanniana (1967)
- Wolfgang Fortner, Elesabeth Tudor (1972)
- Sofia Goubaïdoulina, Stufen (1972)
- Aribert Reimann, Variationnen (1976)
- Aribert Reimann, Lear (1978)
- Hans Werner Henze, Barcarola (1980)
- Paul Hindemith, Lustige Sinfonietta (1980)
- Wolfgang Rihm, Umriß (1986)
- Aribert Reimann, Troades (1986)
- Aribert Reimann, Seiben fragmente (1988)
- Helmut Lachenmann, Tableau (1989)
- Rolf Liebermann, Medea (1990)
- Harrison Birtwistle, Machaut à ma manière (1990)
- Alfred Schnittke, Sinfoniesches Vorspiel (1994)
- Alfred Schnittke, Idée fixe (1995)
- Alfred Schnittke, Historia von D. Johann Fausten (1995)
- Petr Eben, Improperia (1995)
- Viktor Ullmann, Die Weise von Liebe un Tod des Cornets Christoph Rilke (1995)
- Rolf Liebermann, Enigma, pour orchestre (1995)
- Wolfgang Rihm, Symphonie fleuve (1995)
- Alexander von Zemlinsky, König Kandaules (1996)
- Erwin Schulhoff, Menscheit (1999)
- Hans Werner Henze, Sieben Boleros (2000)
- Boris Blacher, Rondo pour orchestre (2002)
- Hans Werner Henze, Appassionatamente plus (2003

## Écrits
- Mein Opernbuch, Zurich, Atlantis 1988 (OCLC 299595935)

## Discographie
Parmi ses nombreux enregistrements, il faut retenir le Dimitrij de Dvořák, Le Paradis et la Péri de Schumann, le premier enregistrement de Der Schatzgräber de Schreker. et Les Troyens de Berlioz, avec Guy Chauvet (Énée), Helga Dernesch, Christa Ludwig, Chor und Orchester der Wiener Staatsoper. 3 CD Gala 1976 ℗ 1999.